# Иван Босиљчић
Иван Босиљчић (Титово Ужице, 15. јануар 1979) српски је позоришни, филмски и телевизијски глумац. Остварио је запажене улоге у Србији и Русији.

## Биографија

### Детињство и образовање
Рођен је у Титовом Ужицу 1979. године у СФР Југославији. Одрастао је у Ужицу где је завршио основну школу и гимназију. Након завршеног трећег разреда гимназије, одлази у Нови Сад где уписује глуму на Академији уметности у класи професорке Виде Огњеновић. Ванредно завршава четврти разред средње школе упоредо са првом годином студија. Студирао је у класи са Игором Ђорђевићем, Надом Шаргин, Слободаном Стефановићем и Сеном Ђоровић. Дипломирао је 2001. године. Од тада живи и ради у Београду.

### Каријера
Прве професионалне кораке начинио је још током студија. По дипломирању, постаје део београдске позоришне сцене. Стални је члан ансамбла драме Народног позоришта од 2012. године, али је и пре тога играо на његовој сцени. Такође је члан ансамбла Позоришта на Теразијама и Опере и театра Мадленијанум. Наступао је и на сценама Позоришта Славија, Звездара театра и Југословенског драмског позоришта.
Истиче се као свестран глумац, подједнако успешан у драмском репертоару и музичком позоришту. Због изврсних вокалних и плесачких способности, сматра се једним од најзначајнијих глумаца савременог музичког театра у Београду. За улогу Манета у мјузиклу Зона Замфирова добио је Стеријину награду за глумачко остварење 2013. године, чиме је, уз Небојшу Дугалића, постао први добитник ове престижне награде за улогу у мјузиклу.
Поред позоришне каријере, остварио је бројне улоге на филму и телевизији. Популарност код шире публике стекао је улогама у телевизијским серијама као што су Стижу долари, Рањени орао, Грех њене мајке, Непобедиво срце и Ургентни центар.
Последњих година гради успешну каријеру и у Русији, где је играо у неколико популарних телевизијских серија, укључујући Гостиница «Россия», Янычар, Казанова в России, Без тебя и Эпидемия.
Активно се бавио фолклором 16 година. Као љубитељ поезије, често одржава музичко-поетске вечери под називом Наше вече широм региона.
Од 2014. године бави се педагошким радом као асистент професорке Виде Огњеновић на Факултету савремених уметности у Београду, на одсеку глума. У звање доцента изабран је 2017. године.

### Приватни живот
Рођен је у Титовом Ужицу 1979. године. Српског је држављанства. Од септембра 2011. године је у браку са поп певачицом Јеленом Томашевић. Имају ћерку Нину, рођену 2012. године. Течно говори енглески и руски језик.

## Улоге

### Позоришне представе
| Наслов                      | Улога                                   | Редитељ              | Позориште                          | Премијера          | Реф.          |
| --------------------------- | --------------------------------------- | -------------------- | ---------------------------------- | ------------------ | ------------- |
| Богојављенска ноћ           | Луда                                    | Бранко Поповић       | Народно позориште Ужице            | 23. фебруар 2000.  | [ 19 ] [ 20 ] |
| Берлински круг кредом       |                                         | Вида Огњеновић       | Позориште младих                   | 15. мај 2000.      | [ 21 ] [ 22 ] |
| Змијин свлак                | Нерођено, Змија                         | Бојан Ђорђев         | Центар за културну деконтаминацију | 11. април 2001.    | [ 23 ] [ 24 ] |
| Play Shakespeare            |                                         | Вида Огњеновић       | Народно позориште у Београду       | 2001.              | [ 1 ]         |
| Виза                        | Гаги                                    | Вида Огњеновић       | Београдско драмско позориште       | 15. јун 2001.      | [ 25 ] [ 26 ] |
| Милева Ајнштајн             | Мишел                                   | Вида Огњеновић       | Народно позориште у Београду       | 30. октобар 2001.  | [ 27 ] [ 28 ] |
| Бриљантин                   | Кеники                                  | Михаило Вукобратовић | Позориште на Теразијама            | 7. децембар 2001.  | [ 29 ] [ 30 ] |
| Хамлет                      | Розенкранц / Гилденстерн                | Ивана Вујић          | Народно позориште у Београду       | 17. октобар 2002.  | [ 31 ] [ 32 ] |
| Јасмин на странпутици       | Јасмин                                  | Владимир Лазић       | Позориште Славија                  | 9. новембар 2002.  | [ 33 ] [ 34 ] |
| Пољуби ме, Кејт             | Бил Калун, Лученцио                     | Димитрије Јовановић  | Позориште на Теразијама            | 23. децембар 2002. | [ 35 ] [ 36 ] |
| Вукови                      | Човек вук                               | Слађана Килибарда    | Народно позориште у Београду       | 2003.              | [ 1 ] [ 37 ]  |
| Цигани лете у небо          | Лојко Зобар                             | Владимир Лазић       | Позориште на Теразијама            | 17. април 2004.    | [ 38 ] [ 39 ] |
| Недозвани                   | Мазулино                                | Јован Ћирилов        | Центар за културну деконтаминацију | 8. јул 2004.       | [ 40 ] [ 41 ] |
| Светлости позорнице         |                                         | Војкан Борисављевић  | Позориште на Теразијама            | 13. октобар 2005.  | [ 42 ] [ 43 ] |
| A Chorus Line               | Пол                                     | Михаило Вукобратовић | Позориште на Теразијама            | 26. октобар 2005.  | [ 44 ] [ 45 ] |
| Спусти се на земљу          | Мирко                                   | Југ Радивојевић      | Позориште на Теразијама            | 19. јануар 2006.   | [ 46 ] [ 47 ] |
| Хероји                      | Ханс                                    | Славенко Салетовић   | Позориште на Теразијама            | 18. мај 2006.      | [ 48 ] [ 46 ] |
| Чикаго                      | Били Флин                               | Кокан Младеновић     | Позориште на Теразијама            | 19. октобар 2006.  | [ 49 ] [ 50 ] |
| Брзина таме                 | Еди                                     | Бранко Поповић       | Звездара театар                    | 26. новембар 2006. | [ 9 ] [ 51 ]  |
| Дон Крсто                   | Трипо                                   | Вида Огњеновић       | Југословенско драмско позориште    | 1. август 2007.    | [ 10 ] [ 52 ] |
| Јадници                     | Маријус Понмерси                        | Небојша Брадић       | Опера и театар Мадленијанум        | 18. октобар 2007.  | [ 53 ] [ 54 ] |
| Маратонци трче почасни круг | Мирко Топаловић                         | Кокан Младеновић     | Позориште на Теразијама            | 25. мај 2008.      | [ 55 ] [ 56 ] |
| Мирис кише на Балкану       | Игњо Мимић                              | Ана Здравковић       | Опера и театар Мадленијанум        | 12. април 2009.    | [ 57 ] [ 58 ] |
| Глорија                     | Дон Јере                                | Ива Милошевић        | Позориште на Теразијама            | 25. јул 2010.      | [ 59 ] [ 60 ] |
| Кањош Мацедоновић           | Раде                                    | Вида Огњеновић       | Народно позориште у Београду       | 8. јул 2011.       | [ 61 ] [ 62 ] |
| Под сјајем звезда           |                                         | Михаило Вукобратовић | Позориште на Теразијама            | 27. децембар 2011. | [ 63 ] [ 64 ] |
| Зона Замфирова              | Манасије (Мане)                         | Кокан Младеновић     | Позориште на Теразијама            | 9. новембар 2012.  | [ 65 ] [ 66 ] |
| Ребека                      | Максим де Винтер                        | Небојша Брадић       | Опера и театар Мадленијанум        | 9. децембар 2012.  | [ 67 ] [ 68 ] |
| Избирачица                  | Бранко, журналиста                      | Никола Завишић       | Народно позориште у Београду       | 14. мај 2013.      | [ 69 ] [ 70 ] |
| Дама с камелијама           | Густав                                  | Југ Радивојевић      | Народно позориште у Београду       | 1. октобар 2013.   | [ 71 ] [ 72 ] |
| Српска трилогија            | Стеван Протић                           | Славенко Салетовић   | Народно позориште у Београду       | 22. новембар 2013. | [ 73 ] [ 74 ] |
| Чудо у Шаргану              | Анђелко                                 | Егон Савин           | Народно позориште у Београду       | 20. фебруар 2015.  | [ 75 ] [ 76 ] |
| Марија Стјуарт              | Роберт Дадли, гроф од Лестера           | Милош Лолић          | Народно позориште у Београду       | 2. децембар 2015.  | [ 77 ] [ 78 ] |
| Велики Гетсби               | Џеј Гетсби                              | Ана Здравковић       | Опера и театар Мадленијанум        | 18. децембар 2015. | [ 79 ] [ 80 ] |
| ИлузијÆ                     | Редитељ и Kлендор                       | Никола Завишић       | Народно позориште у Београду       | 22. март 2021.     | [ 81 ] [ 82 ] |
| Власт                       | Светозар Ружичић                        | Милан Нешковић       | Народно позориште у Београду       | 17. новембар 2021. | [ 83 ] [ 84 ] |
| Рат и мир                   | Гроф Пјер Безухов (алтернација од 2023) | Борис Лијешевић      | Народно позориште у Београду       | 30. мај 2022.      | [ 86 ] [ 87 ] |

### Филмографија
|                   | 2000▼ | 2010▼ | 2020▼ | Укупно |
| ----------------- | ----- | ----- | ----- | ------ |
| Дугометражни филм | 4     | 2     | 3     | 9      |
| ТВ филм           | 4     | 0     | 0     | 4      |
| ТВ серија         | 10    | 12    | 5     | 27     |
| Кратки филм       | 1     | 1     | 0     | 2      |
| Укупно            | 19    | 15    | 8     | 42     |

| Година     | Наслов                       | Улога                     | Напомена        |
| ---------- | ---------------------------- | ------------------------- | --------------- |
| 2000-е▲    |                              |                           |                 |
| 2001.      | Сплин                        |                           | [ 1 ]           |
| 2002.      | Породично благо              | Утеривач дугова           | ТВ серија       |
| 2004.      | Te quiero, Радиша            | Фернандо де Хуарес        | ТВ филм         |
| 2004.      | Моне                         | Басиле                    | ТВ филм         |
| 2005.      | О штетности дувана           | Сергеј Почитајев          | ТВ филм         |
| 2004—2006. | Стижу долари                 | Бранислав Мазнић          | ТВ серија       |
| 2006.      | Љубав, навика, паника        | Необријани (Згодни момак) | ТВ серија       |
| 2006.      | Страх од летења              |                           | Кратки филм     |
| 2006.      | Где цвета лимун жут          | Пантелија - рањеник       | Филм            |
| 2007.      | М(ј)ешовити брак             | Инспектор Бане            | ТВ серија       |
| 2007.      | Бела лађа                    | Истражни судија           | ТВ серија       |
| 2007—2008. | Љубав и мржња                | Бојан Лазаревић           | ТВ серија       |
| 2008.      | На лепом плавом Дунаву       | Васил                     | Филм            |
| 2008.      | Април и детективи            | Јеротије                  | ТВ филм         |
| 2008.      | Последња аудијенција         | Светозар Марковић         | ТВ серија       |
| 2008—2009. | Рањени орао                  | Ненад Алексић             | ТВ серија       |
| 2009.      | Рањени орао                  | Ненад Алексић             | Филм            |
| 2009.      | На лепом плавом Дунаву       | Васил                     | ТВ серија       |
| 2009—2010. | Грех њене мајке              | Бојан                     | ТВ серија       |
| 2010-е▲    |                              |                           |                 |
| 2010.      | Приђи ближе                  | Лично (Иван Босиљчић)     | ТВ серија       |
| 2010.      | Сва та равница               | Лајко Зобар               | ТВ серија       |
| 2011—2012. | Непобедиво срце              | Мирослав Балшић           | ТВ серија       |
| 2012.      | Не газите туђе снове         | Директор школе            | Кратки филм     |
| 2012—2013. | Јагодићи                     | Лајко Зобар               | ТВ серија       |
| 2012.      | Шешир професора Косте Вујића | Професор Стеван Мокрањац  | Филм            |
| 2013.      | Шешир професора Косте Вујића | Професор Стеван Мокрањац  | ТВ серија       |
| 2014—2015. | Јагодићи: Опроштајни валцер  | Лајко Зобар               | ТВ серија       |
| 2014—2024. | Ургентни центар              | Др Немања Арсић           | ТВ серија       |
| 2016.      | Синђелићи                    | Лично (Иван Босиљчић)     | ТВ серија       |
| 2017.      | Гостиница «Россия» (ru)      | Мануел Сантос             | Руска ТВ серија |
| 2017.      | Santa Maria della Salute     | Никола Тесла              | ТВ серија       |
| 2018.      | Девочки не сдаются (ru)      | Андреас                   | Руска ТВ серија |
| 2019.      | Илиана                       | Федор                     | Филм            |
| 2019.      | Казанова в России (ru)       | Капетан Зурић             | Руска ТВ серија |
| 2020-е▲    |                              |                           |                 |
| 2021.      | Без тебя                     | Дмитриј Рудов             | Руска ТВ серија |
| 2022.      | Эпидемия (ru)                | Рикардо                   | Руска ТВ серија |
| 2022.      | Янычар (ru)                  | Мехмед III                | Руска ТВ серија |
| 2023.      | Сеновити Медитеран           | Лазар Остојић             | ТВ серија       |
| 2024.      | Јорговани                    | Игор                      | Филм            |
| 2024.      | Русские                      | Сем Рихтер                | Руска ТВ серија |
| најављено  | Аманает                      |                           | Филм            |
| најављено  | Адвокат                      |                           | ТВ серија       |

### Синхронизације
| Година синх. | Наслов                                | Улога                                          | Напомена                           |
| ------------ | ------------------------------------- | ---------------------------------------------- | ---------------------------------- |
| 2005—2006.   | Млади мутанти нинџа корњаче (2003)    | Донатело, Бакстер Стокман                      | Студио Лаудворкс, Е1-92            |
| 2005—2006.   | Југио                                 | Џои Вилер, Вивл Андервуд, Марик Иштар, Алистер | Студио Лаудворкс                   |
| 2006.        | Петар Пан 2: Повратак у Недођију      | Господин Сми                                   | дијалози и песме, Студио Лаудворкс |
| 2006.        | Лило и Стич: Серија                   | Инструктор плеса, Мозис                        | Студио Лаудворкс                   |
| 2006—2008.   | Фифи и цветно друштво                 | Стинго, Тета Лала                              | Студио Лаудворкс, С1-2             |
| 2006.        | Југио Ге-Икс                          | Чез Принстон, Чамли Хафингтон, Лајман Банер    | Студио Лаудворкс, С1               |
| 2007.        | Нинџа корњаче                         |                                                | [ 16 ]                             |
| 2009.        | Планета 51                            | Чак Бејкер                                     | [ 112 ]                            |
| 2013.        | Залеђено краљевство                   | Кристоф                                        | Студио Моби                        |
| 2015.        | Грозница залеђеног краљевства         | Кристоф                                        | Студио Моби                        |
| 2017.        | Залеђено краљевство: Празник с Олафом | Кристоф                                        | Студио Моби                        |
| 2019.        | Залеђено краљевство 2                 | Кристоф                                        | Студио Моби                        |
| 2024.        | Било једном у студију                 | Кристоф                                        | Студио Моби                        |

## Фестивали
Београдско пролеће:
- Нина (Дечје београдско пролеће), 2021[118]

## Награде и признања
| Година | Остварење                   | Награда                                           | Напомена                                                                                            |
| ------ | --------------------------- | ------------------------------------------------- | --------------------------------------------------------------------------------------------------- |
| 2000.  | Богојављенска ноћ           | Награда „Јован Милићевић”                         | За најбољег младог глумца на 36. Позоришним сусретима „Јоаким Вујић” у Шапцу, за улогу Луде         |
| 2007.  | Дон Крсто                   | Зоранов брк                                       | За глумачку бравуру у улози Трипа, на Данима Зорана Радмиловића у Зајечару                          |
| 2008.  | На лепом плавом Дунаву      | Награда за најбољег дебитанта (Филмски сусрети)   | На 43. Филмским сусретима у Нишу, за улогу Васила. Такође добио Награду публике и Награду новинара. |
| 2009.  | Маратонци трче почасни круг | Награда за најбољег младог глумца (Дани комедије) | На 38. Фестивалу Дани комедије у Јагодини, за улогу Мирка Топаловића                                |
| 2009.  | Рањени орао                 | Награда Она и он (пар године)                     | За глумачки пар године са Слободом Мићаловић, 44. Филмски сусрети у Нишу                            |
| 2010.  | Грех њене мајке             | Награда Она и он (пар године)                     | За глумачки пар године са Иваном Јовановић, 45. Филмски сусрети у Нишу                              |
| 2010.  | Глорија                     | Годишња награда Позоришта на Теразијама           | За улогу Дон Јереа                                                                                  |
| 2012.  | Непобедиво срце             | Награда Она и он (пар године)                     | За глумачки пар године са Слободом Мићаловић, 47. Филмски сусрети у Нишу                            |
| 2013.  | Зона Замфирова              | Стеријина награда за глумачко остварење           | За улогу Манета, на 58. Стеријином позорју                                                          |
| 2014.  | Избирачица                  | Статуета Ћуран                                    | За најбоље глумачко остварење (улога Бранка), на 43. Данима комедије у Јагодини                     |
| 2019.  | —                           | Јубиларна награда Опере и театра Мадленианум      | За изузетан дугогодишњи уметнички допринос                                                          |
| 2020.  | —                           | Јавна Похвала Народног позоришта у Београду       | За резултате у раду од изузетног значаја за сезону 2019/2020.                                       |

## Галерија
- Представа Зона Замфирова
- Представа Глорија
- Представа Цигани лете у небо
- Марко Живић, Драган Вујић и Иван Босиљчић у представи Маратонци трче почасни круг
- Стото извођење представе Чикаго

## Додатни извори
- Ћирилов, Јован (25. 8. 2007). „Било му је тесно сопствено место”. Политика. Приступљено 10. 8. 2022.
- Тасић, Ана (8. 10. 2007). „Амбициозно и монументално”. Политика. Приступљено 24. 8. 2021.
- Vržina, Nevena (5. 6. 2011). „Ivan Bosiljčić sutra u Banjaluci”. Независне новине. Приступљено 10. 8. 2022.
- Džodan, N. (23. 4. 2014). „Ko je zli šumar, a ko njupadžija: Crtanim junacima glasove pozajmljuju ministri, sportisti...”. Блиц. vesti.rs. Приступљено 10. 8. 2022.
- R, N. (28. 11. 2016). „Ovako Ivan Bosiljčić izgleda kao Nikola Tesla”. Блиц. Приступљено 11. 8. 2022.
- „Evo gde je "nestao" Ivan Bosiljčić! (video)”. mondo.rs. 4. 6. 2019. Приступљено 10. 8. 2022.
- Ćirić, Dejan (28. 2. 2022). „Ivan Bosiljčić ekskluzivno za 24sedam o ulozi sultana Mehmeda u novoj ruskoj seriji (foto/video)”. 24sedam.rs. Приступљено 11. 8. 2022.
- „IVAN BOSILJČIĆ O ULOZI U RUSKOM FILMU AMANET: Snimao sam na svetoj zemlji! Glumim oficira Inguske Republike”. Kurir. 29. 12. 2023. Приступљено 25. 4. 2025.